# Andrés Roldán
Andrés Faustino Roldán Cordero (Reina, 28 febbraio 1950) è un ex calciatore cubano, di ruolo centrocampista.

## Carriera
Con la Nazionale cubana ha partecipato alle Olimpiadi del 1976 e a quelle del 1980.